# Pasi Meugat
Pasi Meugat is een bestuurslaag in het regentschap Aceh Barat van de provincie Atjeh, Indonesië. Pasi Meugat telt 445 inwoners (volkstelling 2010).